# Анзи ле Дик
Анзи ле Дик (фр. Anzy-le-Duc) насеље је и општина у источном делу централне Француске у региону Бургоња, у департману Саона и Лоара која припада префектури Шарол.
По подацима из 2011. године у општини је живело 437 становника, а густина насељености је износила 17,44 становника/km². Општина се простире на површини од 25,06 km². Налази се на средњој надморској висини од 275 метара (максималној 345 m, а минималној 243 m).

## Демографија
| 1962. | 1968. | 1975. | 1982. | 1990. | 1999. | 2011. |
| ----- | ----- | ----- | ----- | ----- | ----- | ----- |
| 493   | 518   | 447   | 428   | 458   | 434   | 437   |

График промене броја становника у току последњих година